# Salvându-l pe Moș Crăciun
Salvându-l pe Moș Crăciun (Saving Santa) este un film de Crăciun americano-britanic din 2013 regizat de Leon Joosen. Este o animație pe calculator scrisă și creată de Tony Nottage. Filmul este produs de Prana Studios și distribuit de Gateway Films și The Weinstein Company.

## Prezentare
Atelierul lui Moș Crăciun de la Polul Nord este bine camuflat și nu poate fi văzut din satelit. Filmul prezintă povestea lui Bernard, un elf, ajutor al Moșului care se ocupă de curățenia în staulul renilor. Dar el este nemulțumit de meseria sa și în timpul liber se ocupă cu realizarea unor invenții. În urmă cu un an el a inventat un ștergător de memorie, iar în prezent el a inventat un glob albastru care montat pe capul unei persoane îi provoacă amintiri vii din Crăciun-urile anterioare. Bernard prezintă invenția sa la Santech, dar provoacă o pană de curent în Ajunul Crăciunului.
Nevil Baddington și mama sa, Vera Baddington, vor să transforme compania lor de transport aerian în cea mai mare companie din lume de acest fel. De aceea ei au nevoie de secretele Moșului pe care-l caută mereu, prin satelit, pentru a-i găsi Atelierul de la Polul Nord. În timpul căderii de curent din Ajunul Crăciunului, camuflajul nu mai este eficient și Nevil împreună cu mercenarii săi află unde este orașul Moșului și-l invadează.
Între timp, Moș Crăciun, plăcut surprins de faptul că Bernard este un bun inventator, îi dezvăluie secretul său: are un glob magic cu care călătorește în timp și astfel poate duce tuturor copiilor cadouri.
Mercenarii lui Nevil ocupă orașul și-l iau prizonier pe Moș Crăciun, iar Bernard călătorește de două ori în timp pentru a preveni invazia. Totul doar pentru a afla că nu se pot face mari modificări asupra evenimentelor. În cele din urmă, Bernard îl păcălește pe Nevil, dându-i globul ce provoacă amintiri de Crăciun și afirmând că este de fapt globul magic al Moșului cu care călătorește în timp. Spiritul de Crăciun al lui Nevil se îmbunătățește și astfel Bernard îl salvează pe Moș Crăciun, lucru pentru care Moșul îl ia cu el în sania trasă de reni în timp ce împarte cadouri copiilor.

## Actori (voce)
- Martin Freeman ca Bernard
- Tim Curry ca Nevil Baddington
- Noel Clarke ca Snowy
- Tim Conway ca Moș Crăciun
- Pam Ferris ca d-na Crăciunița
- Ashley Tisdale ca  Shiny
- Joan Collins ca Vera Baddington
- Chris Barrie ca renul Blitzen
- Chris New ca Chestnut
- Rebecca Ferdinando ca Valley, fata elf
- Craig Fairbrass ca Mercenar
- Terry Stone ca Mercenar
- Alex Walkinshaw ca Reporter
- Gregor Truter ca Shortbread
- Ricky Roxburgh ca Nerdy Elf
- Nick Simunek ca Butterscotch

## Lansare
A fost lansat în toată lumea la 1 noiembrie 2013 pe Blu-Ray și DVD de către The Weinstein Company.